# Sprawa Robineau
Sprawa Robineau – aresztowanie przez MBP w 1949 roku i skazanie w pokazowym procesie w 1950 André Robineau, pracownika Instytutu Francuskiego w Polsce, oraz tzw. siatki szpiegowskiej Robineau. Było przyczyną dalszego znaczącego ochłodzenia stosunków dyplomatycznych pomiędzy Polską i Francją po 1949. Było wynikiem szpiegomanii, jaka opanowała stalinowski aparat bezpieczeństwa w Polsce.

## Stosunki polsko-francuskie
Stosunki Polski i Francji jeszcze przed aresztowaniem i skazaniem Robineau zaczęły się zaostrzać. 13 marca 1949 roku nastąpił pierwszy poważniejszy atak na obywateli Francji w Polsce. Tego dnia wydane zostało postanowienie o tymczasowym aresztowaniu Yvonne Bassaler, sekretarki w Konsulacie Francji we Wrocławiu. Wkrótce aresztowano inne osoby, którym tak jak jej zarzucono prowadzenie działalności szpiegowskiej na rzecz Francji. Proces sądowy Bassaler i pozostałych pięciu oskarżonych (obywateli francuskich: Bazylego Bukisowa, Józefa Feldeisena, Alberta Hoffmana oraz obywatela niemieckiego Wilhelma Hilda i polskiego Jana Kubisiaka) toczył się przed Wojskowym Sądem Rejonowym we Wrocławiu w dniach od 16 do 23 grudnia 1949 r. Poszczególni oskarżeni zostali skazani na kary pozbawienia wolności: Bassaler, Bukisow, Kubisiak - po 9 lat, Feldeisen - na 8 lat, Hoffman - na 7 lat, Hild - na 6 lat.
Następną sprawą było zatrzymanie stypendysty rządu polskiego, slawisty Etienne Decaux. Władze polskie początkowo ukrywały fakt aresztowania a 10 września 1949 (prawie pół roku po dacie aresztowania ustalonej przez Francuzów - 23 kwietnia) oświadczyły, że został on zatrzymany przy nielegalnym przekraczaniu granicy polsko-czechosłowackiej.
Sprawa Robineau doprowadziła do eskalacji napięć na linii Warszawa-Paryż. We Francji 23 listopada 1949 rozpoczęto przeszukania w lokalach polskich organizacji powiązanych z Ambasadą Polski w Paryżu. Aresztowano Szczepana Steca, prezesa Rady Narodowej Polaków we Francji, Artura Kowalskiego - redaktora naczelnego dziennika „Gazeta Polska”, Józefa Szczerbińskiego - wicekonsula RP w Lille. Aresztowanie polskiego konsula spowodowało aresztowanie konsula francuskiego w Polsce. Rozpoczęła się wymiana ciosów, wydalano kolejnych obywateli francuskich z Polski (profesorowie Instytutu Francuskiego) i polskich z Francji (nauczyciele szkolnictwa konsularnego). Wkrótce też władze francuskie aresztowały oraz ekspulsowały publicystów „Gazety Polskiej” i korespondenta PAP Mieczysława Bibrowskiego. Władze francuskie zakazały także od 3 stycznia na podstawie podpisanych przez Mocha dwa dni wcześniej aktów prawnych o zakazie działalności na terenie Francji organizacji: RNPwF, OPO, Związku Nauczycielstwa Polskiego we Francji, ZMP „Grunwald”, TUR, Związku Kobiet Polskich im. Marii Konopnickiej, Związku Polaków b. Uczestników Ruchu Oporu (ZPBURO), Związku des Invalides de Guerre Polonais en France i Federacji Polskich Towarzystw Muzycznych i Teatralnych.
Odpowiedzią Polski zajęło się ścisłe kierownictwo PZPR. 12 stycznia 1950 roku postanowiono kontynuować twardy kurs wobec Paryża. Na posiedzeniu Sekretariatu zdecydowano:
1. Przejść do ofensywy w stosunku do Rządu Francuskiego po linii gospodarczej. W tym celu wysłać notę, w której Rząd Polski stwierdza, że w obecnych warunkach nie może uplasować zamówień na 17 mil. dolarów (samochody)
2. Rozwinąć szeroką akcję propagandową poprzez prasę codzienną, masówki i wiece robotnicze
3. Porozumieć się z towarzyszami z KC KPF w sprawie wzmocnienia propagandy masowej i zmobilizowania opinii mas francuskich w sprawach stosunków z Polską
4. Przygotować nie później jak w końcu stycznia proces Robineau [...]
5. Zamknąć Instytut Francuski, opieczętować lokale, wystosować w tej sprawie notę, że w związku z obecną sytuacją Rząd Polski nie widzi możliwości działania Instytutu

Miesiąc przed rozpoczęciem procesu Robineau 13 stycznia polski MSZ przekazał Ambasadzie Francji lakoniczną notę. Stwierdzał w niej, że zawieszona zostaje działalność Instytutu Francuskiego i jego filii na terytorium Polski. Decyzję uzasadniono narastającą nieprzyjazną atmosferą wynikającą z polityki Francji i pogwałceniem konwencji kulturalnej. Siedziba Instytutu w Warszawie i filie terenowe zostały przeszukane przez funkcjonariuszy bezpieczeństwa. Skonfiskowano dokumentację. Niemal nazajutrz po uchwale Sekretariatu KC rozpoczęła się zarówno w Polsce jak i Francji fala przedsięwzięć propagandowych.
Prawie natychmiast rozpoczęły się akcje propagandowe realizowane przez związki zawodowe i kontrolowane przez PZPR organizacje społeczne. W zakładach pracy odbywały się tzw. masówki oraz wiece robotnicze. Uchwalano na nich m.in. treści depesz do rządu francuskiego. Na pomoc robotnikom szli intelektualiści. 23 stycznia Ogólnopolski Komitet Obrońców Pokoju zorganizował na Politechnice Warszawskiej wiec z udziałem przybyłych z Francji gości: członka Biura Politycznego Komunistycznej Partii Francji (KPF) Charles Tillon, przewodniczącego francuskiego Związku Bojowników o Wolność i Pokój i byłego ministra Yves Farge z małżonką, byłego ministra sprawiedliwości i przewodniczącego Francuskiego Komitetu Obrony Imigrantów Justin Godart oraz komunistycznej dziennikarki Dominique Desanti. Francuscy komuniści stanowczo odcięli się od postępowania Paryża. W prasie znalazły się także głosy oburzenia polskich twórców (Julian Tuwim ogłosił swój list otwarty do Louis Aragona).
Podobne działania propagandowe wspierane przez francuskie związki zawodowe i francuskich komunistów prowadzone były we Francji.

## André Robineau
André Simon Gustave Robineau (ur. 16 grudnia 1924 w Paryżu) w momencie aresztowania przez MBP był pracownikiem konsulatu Francji (auxiliare) w Szczecinie. Pochodził z polsko-francuskiej rodziny. Jego ojcem był Francuz, wieloletni pracownik Instytutu Francuskiego w Warszawie a po II wojnie światowej jego sekretarz generalny. Matką była Eugenia z domu Ciechanowska.
Młody Robineau po raz pierwszy przyjechał do Polski jeszcze przed II wojną światową gdzie jego ojciec otrzymał posadę profesora a wkrótce zastępcy dyrektora w Liceum Francuskim w Warszawie. Po wybuchu wojny rodzina została rozłączona. Ojciec wyjechał do Francji przez Rumunię. Reszta rodziny (matka, André i jego siostra) przebywała w Polsce do 28 kwietnia 1940 roku, kiedy to zostali deportowani i internowani w Stuttgarcie, a następnie trafili do obozu w Szwajcarii, skąd wrócili do Francji. Stamtąd w 1941 udali się do Lizbony, gdzie ojciec objął stanowisko sekretarza generalnego w Instytucie Francuskim. Młody Robineau wstąpił 30 maja 1942 r. do sił zbrojnych „Wolnej Francji” i wyjechał do Wielkiej Brytanii. Służył w marynarce. Po zakończeniu służby wrócił do Lizbony, a w lipcu 1947 wyjechał do Warszawy. Został zatrudniony jako bibliotekarz w Instytucie, potem pracował jako sekretarz przy ekspercie Francuskiego Towarzystwa Klasyfikacyjnego statków handlowych „Veritas” w Gdyni. Pracę w konsulacie w Szczecinie rozpoczął w czerwcu 1948 roku.

## Aresztowanie
André Robineau został aresztowany 18 listopada 1949 roku na lotnisku Okęcie w Warszawie podczas podróży wypoczynkowej do Francji. Początkowo rozpoczęta około godziny 8 odprawa przebiegała normalnie, jednak wkrótce okazało się, że Robineau nie pojawił się na pokładzie samolotu. Odprowadzający go ojciec po kilku próbach wyjaśnienia dziwnej sytuacji powrócił do ambasady, gdzie zgłosił incydent.
O godzinie 11 na lotnisko udał się pierwszy sekretarz ambasady Francji R. Laporte w towarzystwie pracownika pomocniczego Gastona Deleau. Od pracowników lotniska oraz służb celnych uzyskali informacje, że André Robineau znalazł się na pokładzie samolotu i odleciał do Paryża. Ambasada Francuska postanowiła sprawdzić skład pasażerów samolotu na lotniskach tranzytowych w Brukseli i Le Bourget. Uzyskano potwierdzenie, że nie wsiadł na pokład samolotu w Warszawie. Jego nazwisko na liście pasażerów było przekreślone.

## Śledztwo i proces
Oprócz Robineau do śledztwa w jego sprawie włączono kilka innych osób: Gastona Drueta, Bronisława Sokoła Klimczaka, Zbigniewa Blausztajna vel Borkowskiego, Stefana Pielackiego i Kazimierza Rachtana. Wszyscy oni byli sądzeni w jednym procesie i oskarżeni o szpiegostwo na rzecz Francji. W ciągu dwóch lat od 1947 do 1949 od chwili rozpoczęcia rozpracowywania konsulatu i pracujących tam ludzi do likwidacji tzw. siatki, aresztowanych zostało ok. 20 osób. Zachowane materiały wskazują, iż głównym kierunkiem śledztwa było stwierdzenie prowadzenia przez oficjalnych przedstawicieli Francji w Polsce działalności szpiegowskiej (głównie w okolicach Słupska i Szczecinka) lub tolerowania takich działań.
W tym samym czasie prowadzono równoległe śledztwa także w sprawach wykrycia sprawców działań sabotażowych. Chodziło o podejrzanych o podpalenie hali w Elbląskich Zakładach Mechanicznych im. K. Świerczewskiego w nocy z 16 na 17 lipca 1949 r. Na jej czele miał także stać obywatel francuski, Jan Bastard, aresztowany już 19 listopada. Tego samego dnia jego los podzielił inny Francuz Jan Lipinski.
Zgodnie z danymi zawartymi w aktach śledztwa 21 listopada MBP przeprowadziło w mieszkaniu Robineau w Szczecinie (obecnie aleja generała Sikorskiego 5/8) rewizję. natomiast postanowienie o tymczasowym aresztowaniu nosi datę 30 listopada 1949 i zostało wydane przez prokuratora Naczelnej Prokuratury Wojskowej majora Mieczysława Dytry i miało termin do 18 lutego 1950. André Robineau postawiono zarzut popełnienia przestępstw z artykułu 7 Małego kodeksu karnego i osadzono go w więzieniu mokotowskim w Warszawie. 16 stycznia 1950 prokurator Dytry przeniósł nadzór nad śledztwem do Szczecina do tamtejszego WUBP. Powodem było popełnienie inkryminowanego mu przestępstwa na terenie województwa szczecińskiego.
Pierwsze przesłuchanie Robineau odbyło się 18 listopada i przesłuchiwany stwierdził na nim: Zaprzeczam kategorycznie, jakobym miał się zajmować działalnością wywiadowczą w Polsce (...) Nie znam nikogo kto by z Francuzów tak w placówkach dyplomatycznych jak i z osób niezwiązanych z placówkami zajmował się działalnością wywiadowczą w Polsce. Już jednak na kolejnym przesłuchaniu obciążył zeznaniami attaché wojskowego ambasady Francji, majora Humma twierdząc, że do działalności wywiadowczej został przez niego wciągnięty 3 stycznia 1948 roku. Wynikiem śledztwa było określenie grupy osób zaangażowanych w działalność szpiegowską:
- René Bardet - wicekonsul Francji, najpierw w Szczecinie, potem od lipca 1948 w Gdańsku, do chwili swego wyjazdu do Francji w lipcu 1949
- Jean Aberer - wicekonsul w Gdańsku od lipca 1949,
- Ferdinand Renaux - tłumacz attachatu wojskowego Francji w Polsce,
- Jerzy Trufanow (André Dunand?) - sekretarz - tłumacz konsulatu w Szczecinie,
- Ada Coller - sekretarka wicekonsula Bardeta.

Natomiast zarzut tolerowania działalności szpiegowskiej postawiono:
- konsulowi w Szczecinie (od 1 października 1946 do września 1948) - Jacques Leguebe
- konsulowi Maurice Rivoire odwołany w końcu listopada 1949 roku
- konsulowi w Gdyni André Deltour.

W aktach śledztwa pojawiał się także wątek szpiegowski związany z działalnością francuskiego Zrzeszenia Technicznego Importu Węgla (Association Technique de l'Importation Charbonniere - ATIC), nie został jednak nigdy rozwinięty.
Dodatkowo starano się w śledztwie wykazać związek między francuskimi szpiegami a, jak to określał akt oskarżenia, wszelkiego rodzaju elementami reakcyjnymi i wrogo ustosunkowanymi do ustroju demokracji ludowej w Polsce, wśród nich b. pracownikami II oddziału sanacyjnego Sztabu WP. Ten trop wskazał wkrótce na Sokoła-Klimczaka, który, jak stwierdzono, jako zawodowy oficer (podporucznik) w sanacyjnym Wojsku Polskim odbył zorganizowany przez II Oddział Sztabu Głównego w 1937 kurs kontrwywiadu w Brześciu nad Bugiem. W czasie okupacji niemieckiej miał być członkiem Polskiego Związku Wolności (oddziału ZWZ), aresztowany przez gestapo w 1942 roku trafił do obozu koncentracyjnego Majdanek a potem do Gross-Rosen. Akta śledztwa stwierdzając pełnił (...) zlecone mu przez kierownictwo tych obozów różne czynności administracyjne sugerowały, że był tam kapo. W ten sam sposób przedstawiano innego oskarżonego, Pielackiego. Starano się również wykazać, iż elementem podejrzanym są polscy reemigranci z Francji, którzy wykorzystując powiązania rodzinne z Francją szeregu osób, zamieszkujących w Polsce prowadzili działalność szpiegowską. Dlatego też aresztowania objęły również osoby noszące wprawdzie polskie imiona i nazwiska, ale niebędące obywatelami Polski.
Dodatkowym elementem obciążającym siatkę szpiegowską miały być powiązania z okupantem niemieckim. W aktach pojawia się nazwisko Kurta Baumgarta zwerbowanego przez Drueta byłego członka Hitlerjugend.
Kolejnym wątkiem śledztwa było powiązanie z wywiadem brytyjskim i wicekonsulem ambasady Wielkiej Brytanii, Mitchelem.
Proces przed Wojskowym Sądem Rejonowym w Szczecinie rozpoczął się 6 lutego 1950 roku. Przewodniczącym składu sędziowskiego był podpułkownik Alfred Janowski, obok niego sądzili: kapitan Tadeusz Nizielski i Stanisław Wróblewski. Oskarżycielem był Kazimierz Golczewski.
Robineau i Druet mogli zeznawać w języku francuskim i mieli adwokatów z wyboru: Mieczysława Maślanko i Bolesława Wiącka. Pozostałych oskarżonych bronili adwokaci z urzędu: Klimczaka i Blausteina - Leopold Kolbert, Pielackiego - Tadeusz Tomicki, Rachtana - Zygmunt Warski. Władze polskie nie wyraziły zgody na obecność na procesie w charakterze obserwatora (auditeur) adwokata francuskiego. Wprawdzie udzielono mu wizy, ale była ważna do 5 stycznia 1950 roku. Podobnie zakończyły się próby wprowadzenia francuskiego adwokata w charakterze obrońcy. Większość świadków w procesie była doprowadzona z Więzienia Karno-Śledczego w Szczecinie.
Wszyscy oskarżeni przyznali się do winy. Główny oskarżony, Robineau, stwierdził: Ja przyznaję się do dowodów winy, które zostały mi odczytane w akcie oskarżenia, przyznaję się do tych faktów, przyznaję się do winy w stosunku do Państwa Polskiego, ale robiłem to jako Francuz. Słowa te zostały podchwycone przez adwokata i nazwane obowiązkiem żołnierskim. Przyznał też, że podlegał władzom wojskowym. Prokurator w akcie oskarżenia stwierdził, że działania siatki były wymierzone w osiągnięcia mas pracujących oraz miały na celu zahamowanie legendarnego już dziś tempa rozwoju Polski Ludowej.
Główny oskarżony został opisany w akcie jako faszysta i oenerowiec. Jednym z zarzutów była również przynależność do partii gaullistowskiej. Podobne epitety padły również pod adresem pozostałych a Klimczak został opisany jako człowiek wyzuty z wszelkiego poczucia uczciwości, który za pieniądze sprzedaje własny kraj i własny naród.

## Wyrok
Prokurator zażądał dla Robineau, Droueta i Rachtana kar długoletniego więzienia, dla Klimczaka i Pielackiego kary śmierci, dla Blausteina - dożywotniego pozbawienia wolności. Skład sędziowski orzekł wyrok 14 lutego. Wszystkich oskarżonych uznano winnymi zarzucanych czynów i wymierzono kary:
- Robineau - 12 lat pozbawienia wolności i przepadek mienia,
- Druet - 10 lat pozbawienia wolności i przepadek mienia,
- Sokół-Klimczak - kara śmierci, utrata praw publicznych i honorowych oraz przepadek mienia,
- Blaustein - kara 6 lat pozbawienia wolności i utrata praw publicznych i honorowych na 5 lat,
- Pielacki - dożywotnie pozbawienie wolności, utrata praw publicznych i honorowych oraz przepadek mienia,
- Rachtan - kara 8 lat pozbawienia wolności, utrata praw publicznych i honorowych na 4 lata oraz przepadek mienia.

Jako okoliczności łagodzące w przypadku Robineau sąd uznał walkę przeciwko faszyzmowi, młody wiek i degenerujący wpływ środowiska, w przypadku Drueta komplikacje natury osobistej i wykazany w śledztwie szantaż wobec jego osoby. Wobec Pielackiego i Klimczaka nie zastosowano okoliczności łagodzących. Adwokaci skazanych wnieśli po procesie skargi rewizyjne, które zostały rozpatrzone przez Najwyższy Sąd Wojskowy na niejawnym posiedzeniu w dniu 2 listopada 1950 r. Wyrok sądu szczecińskiego został utrzymany w mocy, a skargi oddalone.
Bronisław Sokół-Klimczak złożył prośbę o ułaskawienie, która została negatywnie zaopiniowana przez skład sędziowski. Prezydent Bolesław Bierut w decyzji z 2 grudnia 1950 roku nie skorzystał z prawa łaski. Wyrok został wykonany 12 grudnia 1950 r. o godz. 18.15 w Kielcach.

## Komentarze prasy francuskiej
Wszyscy komentujący (oprócz przedstawicieli prasy komunistycznej) podkreślali pokazowy charakter całego procesu i absurdalność zarzutów i byli zdziwieni wypowiedziami oskarżonych obywateli francuskich (Robineau deklarował np. podziw dla gigantycznego wysiłku Polaków w dziele rekonstrukcji Polski Ludowej). Wysłanniczka „L’Humanité” (organ prasowy Komunistycznej Partii Francji) Catherine Varlin nazywała głównego oskarżonego małym agentem, a współoskarżonych bandytami, sutenerami i białogwardzistami. Jej zdaniem cała siatka szpiegowska była przygotowana przez francuskie służby specjalne na rozkaz Amerykanów i miała pełnić w Polsce rolę piątej kolumny na wypadek kolejnej wojny.

## Długotrwałe ochłodzenie
Po zakończeniu procesu Robineau zimna wojna w stosunkach polsko-francuskich trwała. Ekspulsowano kolejnych dyplomatów oraz zwykłych obywateli. Francja zaczęła wykorzystywać Korsykę jako miejsce pośrednie przy wydalaniu Polaków do kraju.
Władze francuskie, dla których uwolnienie przebywających w polskich więzieniach obywateli było celem nadrzędnym, próbowały handlu wymiennego poprzez wymianę za aresztowanych Polaków. Ograniczono także działalność polskich organizacji, nie oszczędzając stowarzyszeń kulturalnych i sportowych. Represje dotykały też wymianę gospodarczą (jako pierwsza zastosowała ten krok Polska rezygnując z zakupów francuskich samochodów), która w 1953 osiągnęła rekordowo niski poziom 28,54 mln dolarów. Punktem zwrotnym okazała się śmierć Stalina w marcu 1953. Od tego momentu kolejne działania miały na celu ocieplenie stosunków polsko-francuskich.
21 grudnia 1953 r. Rada Państwa skorzystała z prawa łaski w stosunku do André Simona Robineau i Gastona Drueta. Obaj zostali zwolnieni z więzienia i wydaleni z terytorium PRL. W stosunkach polsko-francuskich rozpoczął się okres ocieplenia.

## Śledztwo IPN
Prokurator Krzysztof Bukowski z IPN w Szczecinie prowadzi śledztwo w sprawie Robineau.